# Palazzo Visconti di Grazzano
Palazzo Visconti di Grazzano, conosciuto anche come palazzo Visconti di Modrone o palazzo Bolagnos, è un palazzo storico situato nel centro di Milano, in via Cino del Duca n. 8. Non deve essere confuso con il palazzo storico, situato in via Cerva n. 26-28, noto come palazzo Castelli Visconti di Modrone, quasi completamente distrutto a causa dei bombardamenti durante la seconda guerra mondiale e del quale rimangono alcuni elementi scultorei e architettonici riutilizzati per la nuova costruzione innalzata al suo posto nel dopoguerra.

## Storia
Il palazzo nasce da una serie di lavori rimaneggiamento e di ampliamento condotti su iniziativa di Giuseppe Bolagnos ed effettuati su un nucleo di edifici preesistenti, tra i quali il più importante era la casa ricevuta in dote dalla consorte Isabella Boselli. Benché non vi siano tracce dell'architetto che lo costruì, nel '700 il palazzo era già celebre nell'ambiente milanese, per lo stile ben più ricco ed esuberante rispetto alle consuete abitazioni milanesi, che tendevano a decorare più fastosamente gli interni piuttosto che gli esterni.
Alla morte di Giuseppe Bolagnos gli succedette il figlio secondogenito Carlo. Questi morì tuttavia senza eredi, determinando, in base alle disposizioni testamentarie lasciate da Giuseppe Bolagnos, il passaggio del palazzo all'Ospedale Maggiore di Milano, che provvederà, nel 1759, a venderlo tramite asta al marchese Giuseppe Viani (1733-1783), il quale ingrandirà ed abbellirà il palazzo, acquistando ed inglobando i palazzi vicini, in un processo di trasformazione che durerà fino almeno al 1770.
Nel 1833 l'immobile, viene acquistato da Carlo Finelli per la somma di 360.000 lire milanesi, per poi essere ceduto alla famiglia patrizia dei Visconti di Modrone pochi anni dopo, per la cifra molto più alta di 750.000 lire milanesi, i quali abbelliscono la casa con gli stemmi viscontei che ancora oggi decorano l'abitazione.
Durante la seconda guerra mondiale l'edificio subisce pesanti danni dovuti ai bombardamenti: nel successivo intervento di restauro, alcune aree del complesso non vengono risparmiate dalla speculazione edilizia diffusissima a Milano nel secondo dopoguerra. Vengono effettuati interventi decorativi e affreschi come la composizione della Primavera nel piano nobile, del pittore Filiberto Sbardella. Nel 1958 il palazzo viene comprato dall'immobiliare Lonate s.p.a.. Le sale situate al piano nobile e di proprietà di Socrea s.r.l. sono messe a disposizione per eventi pubblici.

## Architettura

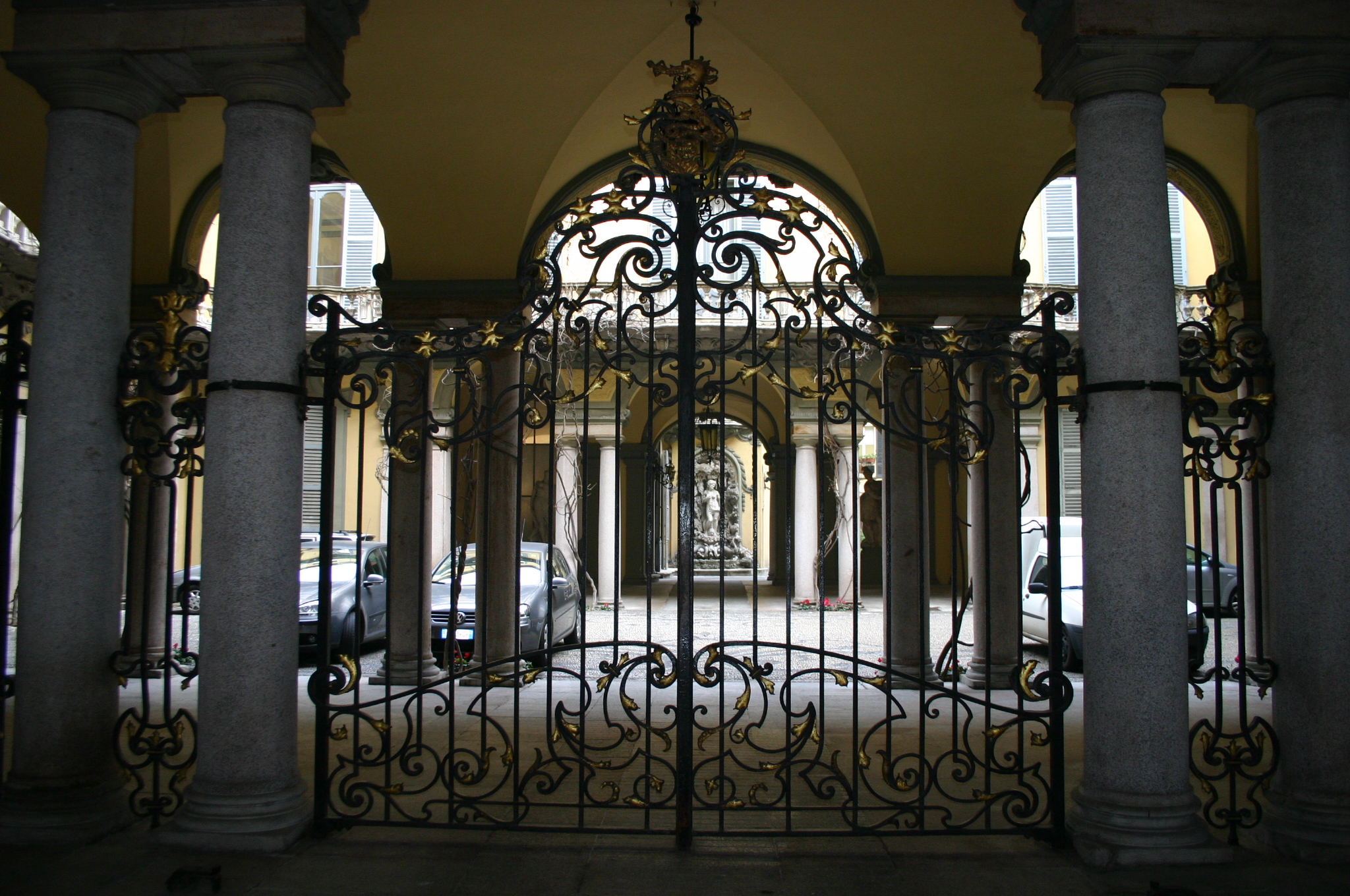
Ingresso del palazzo

Il palazzo è uno tra gli esempi più ricchi ed elaborati di rococò milanese. Il palazzo si sviluppa su tre piani, il portone è sormontato dal grande balcone irregolare del piano nobile: le finestre sono sormontate da diversi tipi di timpani mistilinei. Entrando dal portone, si arriva nella corte del palazzo, circondata da portici sorretti da colonne binate, che dà subito su un secondo cortile, di cui si nota subito una piccola grotta artificiale.
Gli interni del piano nobile, sono i risultati di due secoli di lavori: particolarmente degni di nota sono il salone da ballo con gli affreschi settecenteschi di Nicola Bertucci.

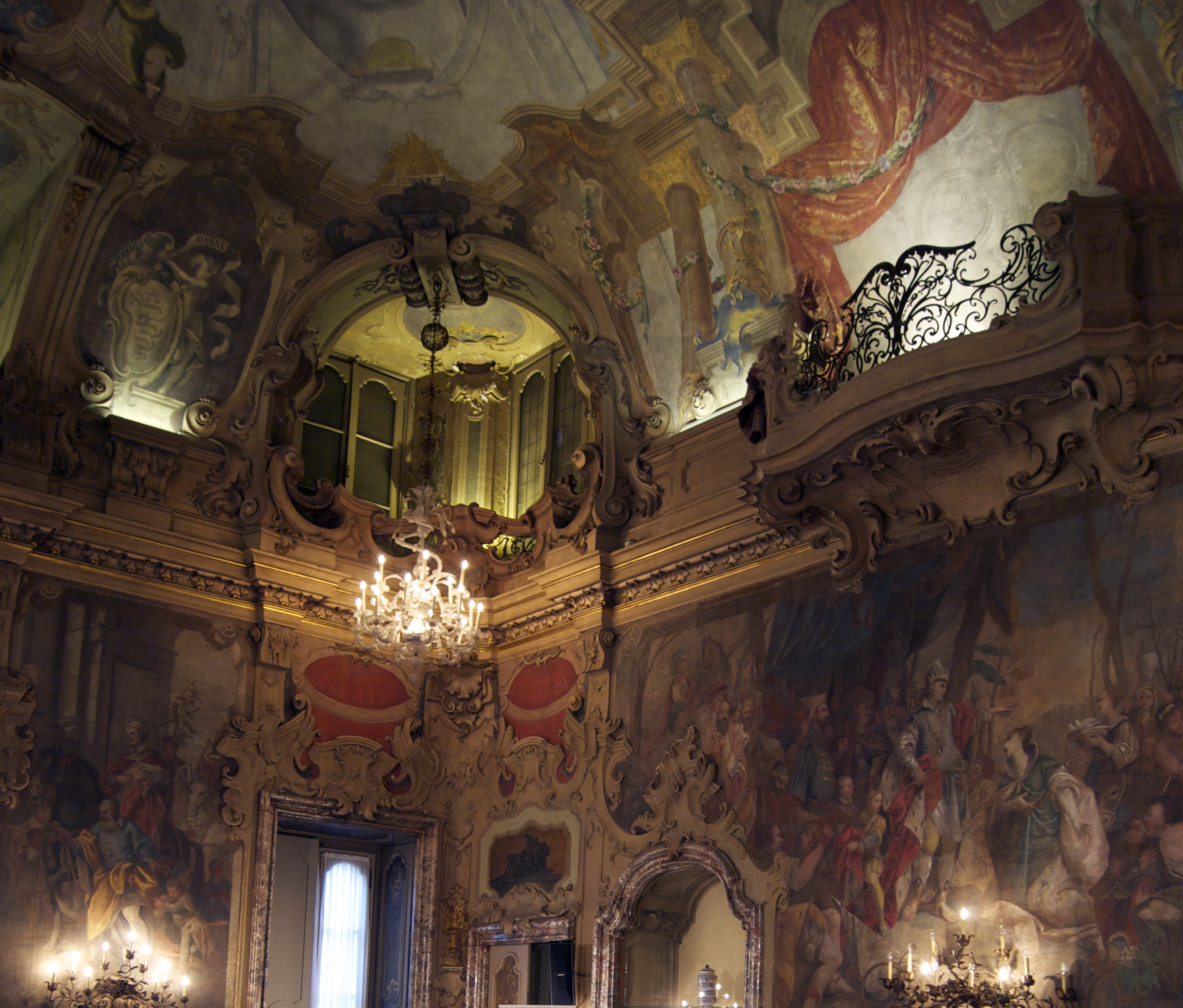
Affreschi piano nobile